# Germán Sáenz de Miera Colmeiro
Germán Sáenz de Miera Colmeiro (25 de julio de 1990 en Santa Cruz de Tenerife, España), más conocido como Germán Sáenz,  es un futbolista español que jugaba en el ya extinto Fútbol Club Jumilla club de Segunda División B de España. Actualmente se encuentra sin equipo. Es hermano del también futbolista Jorge Sáenz de Miera Colmeiro.

## Trayectoria deportiva
Comenzó su carrera futbolística en las categorías inferiores del C. D. Tenerife. Tras debutar con el primer equipo, tuvo dos cesiones tanto en el C. D. Denia y en el C. D. Guijuelo, ambos en Segunda B, hasta acabar su contrato con el club tinerfeño.
En verano de 2013 se incorpora al filial de la U. D. Las Palmas, donde se convierte en uno de los máximos goleadores de la categoría durante las dos temporadas, aunque en la última no pudo evitar el descenso del equipo canario a 3.ª división.
En junio de 2015 firma con el Real Murcia. El 31 de enero de 2017 se desvincula del Real Murcia y ficha por el F. C. Cartagena, líder actual de la competición.

## Clubes
| Club                  | País   | Temporada | Categoría        | Part. | Goles |
| --------------------- | ------ | --------- | ---------------- | ----- | ----- |
| CD Tenerife B         | España | 2009–2010 | Segunda B        | 17    | 0     |
| C. D. Tenerife        | España | 2010–2011 | Segunda División | 7     | 0     |
| C. D. Tenerife        | España | 2011–2012 | Segunda B        | 7     | 0     |
| C. D. Tenerife        | España | 2011–2012 | Segunda B        | 10    | 0     |
| C. D. Guijuelo        | España | 2012–2013 | Segunda B        | 16    | 2     |
| Las Palmas Atlético   | España | 2013–2014 | Segunda B        | 34    | 2     |
| Las Palmas Atlético   | España | 2014–2015 | Segunda B        | 11    | 11    |
| Real Murcia           | España | 2015–2016 | Segunda B        | 34    | 10    |
| Real Murcia           | España | 2016–2017 | Segunda B        | 13    | 2     |
| F. C. Cartagena       | España | 2016–2017 | Segunda B        | 15    | 1     |
| U. D. Logroñés        | España | 2017–2018 | Segunda B        | 7     | 0     |
| Mérida A. D.          | España | 2017-2018 | Segunda B        | 17    | 4     |
| Unión Deportiva Ibiza | España | 2018-2019 | Segunda B        | 5     | 0     |
| Fútbol Club Jumilla   | España | 2019      | Segunda B        |       |       |